# L'erede dei Grishus
L'erede dei Grishus (Zur Chronik von Grieshuus) è un film tedesco del 1925 diretto da Arthur von Gerlach.
Tratto dalla novella Sulla cronaca di Grieshuus di Theodor Storm del 1884 e sceneggiato da Thea von Harbou, è noto in Italia anche con il titolo Cronache della Casa Grigia.

## Trama
Il nobile feudatario barone di Grishus, scopre che suo figlio, Heinrich, è follemente innamorato della umile figlia di un suo vassallo. Scandalizzato da questo passione contraria ad ogni convenienza sociale del tempo, il barone ordina che la giovane venga rinchiusa in una torre e non possa mai varcare le mura del suo castello. Nonostante questa decisione, suo figlio non retrocede dal manifestare il suo amore per la giovane fanciulla, nemmeno sotto la minaccia di essere diseredato e privato dei suoi diritti di successione; a questo punto il barone straccia il suo testamento e disereda il giovane. Quando il vecchio barone muore, il castello viene chiuso e le sue chiavi date in custodia ai nobili del regno che debbono decidere se consegnare tutte le proprietà ed il titolo al giovane erede naturale, nonostante il suo matrimonio plebeo, o ad un cugino avido che ne contesta i diritti. Deciso ad ottenere il titolo e le proprietà del vecchio barone, il cugino del giovane Heinrich si reca dalla sua umile sposa, che aspetta un bambino, e che è ignara delle rovinose conseguenze che la sua unione ha portato al suo giovane sposo. Di fronte alla rivelazione di essere stata causa della rovina del suo amato, la giovane cade malata. Quando Heinrich viene a conoscenza del crudele gesto del cugino, fugge in una notte tempestosa con il suo cavallo alla ricerca di vendetta. Dopo aver ucciso il malfattore torna alla sua casa dove trova la moglie morta e il bambino scomparso, poiché la nutrice, atterrita dalla sua ira, è intanto fuggita nei boschi portando con sé il neonato.